# Charadrahyla nephila
Espèce
Synonymes
- Hyla nephila Mendelson & Campbell, 1999

Statut de conservation UICN

 VU B1ab(iii) : Vulnérable
Charadrahyla nephila est une espèce d'amphibiens de la famille des Hylidae.

## Répartition
Cette espèce est endémique de l'État d'Oaxaca au Mexique. Elle se rencontre entre 680 et 2 256 m d'altitude dans la Sierra Juárez et la Sierra Mixe,.

## Publication originale
- Mendelson & Campbell, 1999 : The Taxonomic Status of Populations Referred to Hyla chaneque in Southern Mexico, with the Description of a New Treefrog from Oaxaca. Journal of Herpetology, vol. 33, no 1, p. 80-86.